# Otto Schniewind
Otto Schniewind (14. prosince 1887 – 26. března 1964) byl německý námořní důstojník, generál admirál Kriegsmarine během druhé světové války.

## Život
Roku 1907 vstoupil do Kaiserliche Marine v hodnosti kadeta. Během první světové války sloužil jako velitel různých torpédovek. Když se německé loďstvo vzdalo Britům, velel eskadře torpédovek, která byla potopena ve Scapa Flow. Kvůli účasti na incidentu byl Brity zatčen. Po propuštění pokračoval ve službě u Reichsmarine. V letech 1925 az 1926 sloužil jako adjutant ministra války Otto Gesslera. V roce 1932 se stal velitelem lehkého křižníku Köln. O dva roky později byl převelen do štábní funkce. Roku 1937 byl povýšen na kontradmirála a o tři roky později na viceadmirála.
V letech 1938 až 1941 sloužil jako náčelník štábu vedení námořní války (Seekriegsleitung). Po potopení Bismarcku převzal funkci velitele loďstva (Flottenchef) od Günthera Lütjense, který při této události zahynul. V roce 1943 se stal velitelem Velitelství námořní skupiny Sever. Dne 1. března 1944 byl povýšen do hodnosti generál admirála. Dne 30. července téhož roku byl zbaven velení a po zbytek války byl ponechán bez funkce.
Po válce byl zatčen a stíhán v procesu s veliteli Wehrmachtu za účast na invazi do Norska, ale zproštěn obvinění a následně propuštěn. V letech 1949 až 1952 působil v Námořním historickém kolektivu (Naval Historical Team), který sestavili Američané z bývalých německých námořních důstojníků s cílem zpracovat dějiny námořního boje za druhé světové války z německého pohledu.

## Vyznamenání
- |  Železný kříž, 2. a 1. třída
- |  Spona k Železnému kříži, 2. a 1. třída
- Rytířský kříž Železného kříže
- Kříž Fridricha Augusta, 2. a 1. třída
- Kříž cti
- |  |  |  Služební vyznamenání Wehrmachtu. 4., 3., 2. a 1. třída
- Medaile za navrácení Memelu
- Válečný odznak loďstva
- italský Řád italské koruny, velkodůstojník
- japonský Řád posvátného pokladu[1], 1. třída
- jugoslávský Řád svatého Sávy, velkodůstojník
- španělský Řád za námořní zásluhy s bílou dekorací
- švédský Řád meče, komandér